# Kafr Qud
Kafr Qud ou Kafr Qad, en arabe : كفر قود, est un village du gouvernorat de Jénine en Palestine, dans le nord de la Cisjordanie. Il est situé à l'ouest de Jénine. Selon le recensement du Bureau central palestinien des statistiques, la localité compte une population de 1 553 habitants en 2017.